# Mój kraj (utwór muzyczny)
Mój kraj – utwór zespołu IRA pochodzący z pierwszej po siedmioletniej przerwie, płyty Tu i Teraz. Utwór został zamieszczony na drugiej pozycji na albumie, trwa 4 minuty i 52 sekundy i jest drugim co do najdłuższych utworów znajdujących się na płycie.
Brzmienie utworu utrzymane jest w melodyjnym rockowym klimacie. Tekst do utworu napisał Jacek Telus, natomiast kompozytorami są Artur Gadowski, Wojtek Owczarek, Piotr Sujka oraz Zbigniew Suski.
Tekst utworu jest kontynuacją tekstu utworu „Mój dom”. Utwór cieszy się bardzo dużą popularnością wśród fanów, jest bardzo często grany na koncertach grupy, m.in. został zagrany na koncercie przedpremierowym w studiu III Programu Polskiego Radia, na koncercie „Kotan Day”, oraz trafił na płytę koncertową z okazji 15-lecia grupy.

## Muzycy
- Artur Gadowski – śpiew, chór
- Wojtek Owczarek – perkusja
- Piotr Sujka – gitara basowa, chór
- Zbigniew Suski – gitara elektryczna
- Mateusz Noskowiak – instrumenty klawiszowe, gitara elektryczna
- Wojtek Garwoliński – gitara elektryczna